# Juliet Landau
Juliet Rose Landau (Los Angeles, 30 de março de 1965) é uma atriz norte-americana.
Frequentou a Escola Americana de Londres e se formou no Centro para Artes de Carolina do Norte. Na área artística iniciou como bailarina e assim foi durante 5 anos, logo se tornou sócia de um estúdio.
Participou de alguns filmes ao lado de Whoopi Goldberg, John Cusack e Martin Landau, um dos filmes foi Ed Wood. Atualmente mora em Los Angeles.
Juliet Landau é conhecida por interpretar o papel da vampira Drusilla em Buffy the Vampire Slayer, foi a personagem que com certeza marcou a carreira da atriz, apesar que Drusilla só aparece em 17 episódios da 2° temporada de Buffy the Vampire Slayer e faz participações em Angel.